# Lake Elsinore

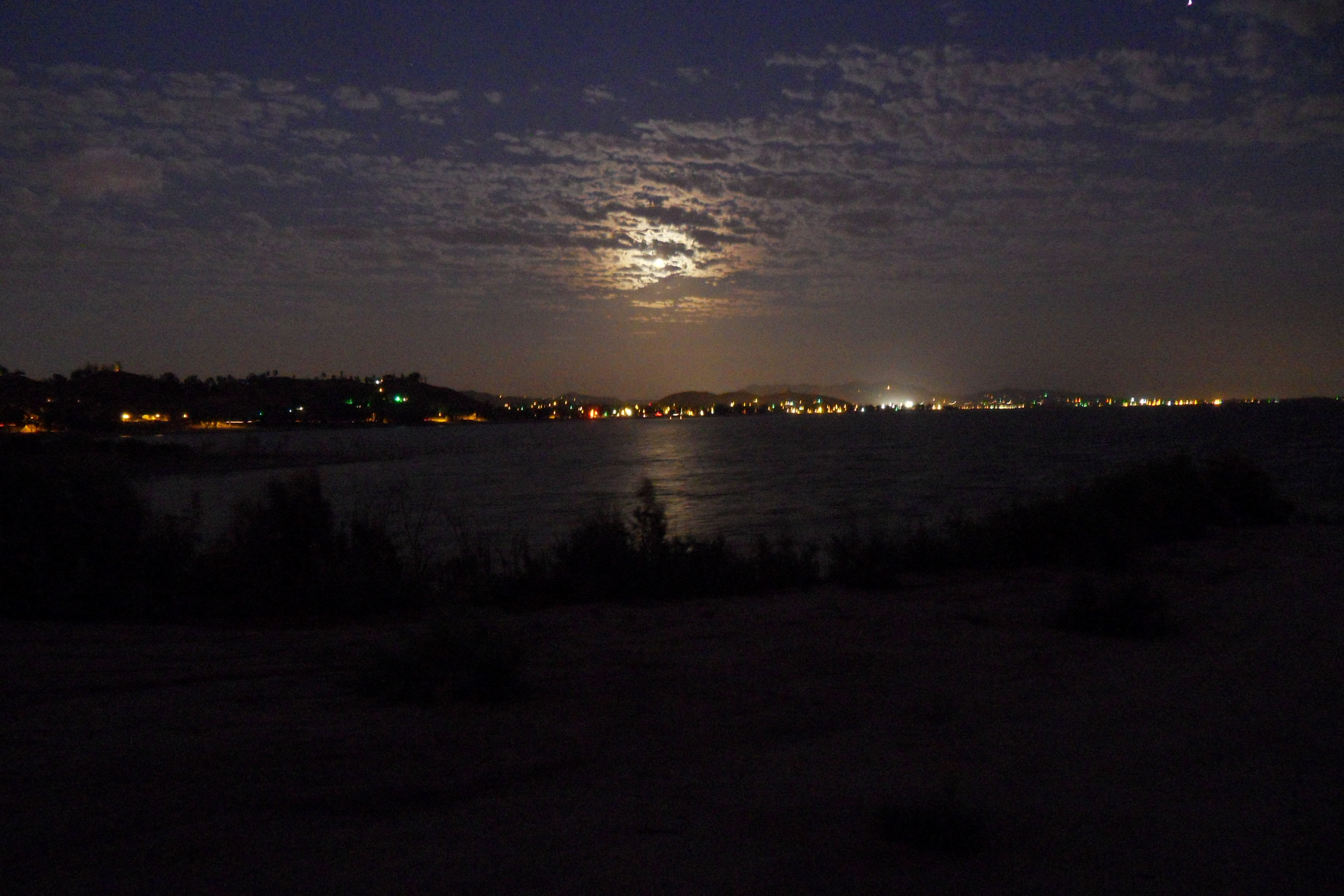
Lake Elsinore 's avonds.

Lake Elsinore is een plaats (city) in de Amerikaanse staat Californië, en valt bestuurlijk gezien onder Riverside County.

## Demografie
Bij de volkstelling in 2000 werd het aantal inwoners vastgesteld op 28.928.
In 2006 is het aantal inwoners door het United States Census Bureau geschat op 45.033, een stijging van 16105 (55.7%).

## Geografie
Volgens het United States Census Bureau beslaat de plaats een oppervlakte van
100,5 km², waarvan 87,6 km² land en 12,9 km² water. Lake Elsinore ligt op ongeveer 395 m boven zeeniveau.

## Plaatsen in de nabije omgeving
De onderstaande figuur toont nabijgelegen plaatsen in een straal van 16 km rond Lake Elsinore.